# Joaquina Soares
Maria Joaquina Coelho Soares, más conocida como Joaquina Soares (Portalegre, 15 de enero de 1953) es una profesora universitaria, investigadora, arqueóloga, etnógrafa, y política portuguesa. Junto con su colega Carlos Tavares da Silva fueron los primeros arqueólogos profesionales de Portugal, en el Gabinete de Área de Sines, 1972-1988.

## Trayectoria
La carrera arqueológica de Soares se extendió por más de cuatro décadas, correspondiendo a un período de cambio de la arqueología portuguesa (proceso de institucionalización), principalmente caracterizada por la autonomía académica de la arqueología, separándose de la Historia.
Soares tanto dirigió como codirigió más de cien excavaciones arqueológicas integradas en Proyectos de investigación o en Programas de salvamento arqueológico. Prefiere el trabajo de campo: "las nuevas ideas surgen a partir del contacto directo con el registro empírico". Trabajó en el mayor proyecto arqueológico del sur de Portugal, en Alqueva, de 1997 a 2002 (barrancas del río Guadiana), y también en una fase anterior, desde 1984 a 1985, de investigaciones arqueológicas para la evaluación de impacto ambiental de esa obra pública en el patrimonio cultural, con Carlos Tavares da Silva, y José Manuel Mascarenhas.
Soares implantó, desde 1975, un nuevo concepto de Museo regional orientado hacia las investigaciones y para el desarrollo regional. Esa experiencia tuvo lugar con la fundación del Museo de Arqueología y Etnografía del Distrito de Setúbal (MAEDS: acrónimo en idioma portugués). MAEDS es un centro avanzado de arqueología social. Joaquina Soares promovió la primera red regional de musos - FIDS- Fórum Intermuseos del Distrito de Setúbal, desde 2003. Consiguió siempre combinar las investigaciones con las aplicaciones sociales, para fines educacionales informativos y económicos. Ha realizado decenas de conferencias, talleres, y simposios, y algunos internacionales como: "Pré-História das Zonas Húmidas. Paisagens de Sal ". Setúbal, 19-21 de mayo de 2011; Produção e Comércio de Preparados Piscícolas na Costa Atlântica da Península Ibérica, durante a Proto-História e a Época Romana. Setúbal, 2004. También ha dedicado los últimos años a la enseñanza universitaria sobre Prehistoria y Protohistoria en la FCSH, de la Universidad Nueva de Lisboa). Prosigue su actividad museológica, como Directora del MAEDS y a sus investigaciones científicas coordinando dos proyectos principales: Arqueología urbana – Preexistencia de Setúbal y CIB – Chibanes en el contexto de la Arqueología en la Península de la Serra da Arrábida. Esta última es estratégica para el desarrollo económico de la región, que se centra en la realización de la candidatura de Arrábida como Patrimonio de la Humanidad en la UNESCO.
Soares tuvo un papel importante en la implementación de la arqueología urbana en Portugal, principalmente en las ciudades de Setúbal y de Sines. Así organizó el primer congreso nacional con Carlos Tavares da Silva: I Encuentro Nacional de Arqueología Urbana. Setúbal, MAEDS e IPPC, 1985.
Desde 1998, es diputada municipal del Concejo de Setúbal.

## Principales contribuciones investigativas
1. La identificación, con Carlos Tavares da Silva, de las primeras fortificaciones calcolíticas del IIIer. milenio A. C., en el sur de Portugal.
2. El estudio del proceso de neolitización en la Costa Sudoeste Portuguesa.
3. El surgimiento de complejidad en el IIIer. milenio A. C., en el sudoeste de la península ibérica.
4. El descubrimiento y estudio de los poblamientos de la edad de bronce medio en el sudoeste ibérico (Cultura del Bronce del sudoeste)

## Algunas publicaciones
- TAVARES DA SILVA, C.; SOARES, J. (1981) – Pré-história da Área de Sines. Lisboa: Gabinete da Área de Sines, 231 pp.

- TAVARES DA SILVA, C.; SOARES, J. (1982) – Des structures d´habitat du Neolithique ancien au Portugal. In Le Neolithique ancien mediterraneen. Actes du Colloque Internacional de Prehistoire (Archeologie en Languedoc-nºspecial). Montpellier, pp. 17-28

- TAVARES DA SILVA C.; SOARES, J. (1986) – Arqueologia da Arrábida. Lisboa: Serviço Nacional de Parques, Reservas e Conservação da Natureza, 211 pp.

- MASCARENHAS, J. M.; SOARES J.; TAVARES DA SILVA, C. (1986) – O património histórico-cultural e os estudos de impacte ambiental: proposta de metodologia para a avaliação do impacte de barragens. Trabalhos de Arqueologia do Sul, 1. Évora: Serviço Regional de Arqueologia do IPPC, pp. 7-16.

- TAVARES DA SILVA, C.; SOARES, J. (1993) – Ilha do Pessegueiro. Porto Romano da Costa Alentejana. Lisboa: Instituto de Conservação da Natureza, 245 pp.

- SOARES, J. (1996) – Padrões de povoamento e subsistência no Mesolítico da Costa Sudoeste portuguesa. Zephyrus, 49, p. 109-124

- SOARES, J. (1997) – A transição para as formações sociais neolíticas na Costa Sudoeste portuguesa. In A. Rodríguez Casal (ed.) O Neolítico Atlântico e as Orixes do Megalitismo (Actas do Colóquio Internacional). Santiago de Compostela: Consello da Cultura Galega, Universidad de Santiago de Compostela e Unión Internacional das Ciências Prehistóricas e Protohistóricas, p. 587-608

- SOARES, J. (1998) – Arqueologia urbana em Setúbal: problemas e contribuições. Actas do Encontro sobre Arqueologia da Arrábida (Trabalhos de Arqueologia, 14). Lisboa: IPA, p. 101-130

- SOARES, J. (1999) – Museus de território na era da globalização. O Arqueólogo Português, 17 (S.IV) pp. 429-450

- SOARES, J. (2003) – Os hipogeus pré-históricos da Quinta do Anjo (Palmela) e as economias do simbólico. Setúbal: Museu de Arqueologia e Etnografia do Distrito de Setúbal, 238 pp.

- SOARES, J. (2008) – Economias anfíbias na costa sudoeste ibérica. IV-III milénios BC. O caso da Ponta da Passadeira (estuário do Tejo). IV Congreso del Neolítico Peninsular, T. II. Alicante: Museo Arqueológico de Alicante/ Diputación Provincial de Alicante, pp. 356-364

- SOARES, J. (Coord.) (2008) – Embarcações tradicionais do Sado. Contexto físico-cultural do estuário do Sado. Setúbal: MAEDS e APSS, 180 pp.

- SOARES, J. (2010) – Dólmen da Pedra Branca. Datas radiométricas. Musa. Museus, Arqueologia e Outros Patrimónios, 3, pp. 70-82

- AVARES DA SILVA, C.; SOARES, J.; WRENCH, L. N. C. (2011) – Les premières mosaïques romaines découvertes à Caetobriga (Setúbal, Portugal). En 11th International Colloquium on Ancient Mosaics. 16 a 20 de octubre de 2009, Bursa Turkey, pp. 295-308

- TAVARES DA SILVA, C.; SOARES, J. (2012) – Castro de Chibanes (Palmela). Do III milénio ao séc. I a.C. En Palmela arqueológica no contexto da região interestuarina Sado-Tejo, pp. 67-87

- SOARES, J.; TAVARES DA SILVA, C. (2012) – Caetobriga uma cidade fabril na foz do Sado. En Portugal Romano, 2, pp. 57-73

## Honores
Membresías
- socia efectiva de la Asociación de los Arqueólogos Portugueses
- Comisión Municipal de Arte y Arqueología (C. M. Setúbal)
- Comisión Municipal del Patrimonio Cultural (C. M. Setúbal)

Fundaciones
- Cofundadora de la Sección Regional de Setúbal del Movimiento Democrático de Mujeres, en 1975
- Cofundadora de la Asociación para la Salvaguarda del Patrimonio Cultural y Natural de la Región de Setúbal (SALPA), del Centro de Estudios y Defensa del Patrimonio Histórico del Distrito de Setúbal